# كريستيان أتسو
كريستيان أتسو تواسام (10 يناير 1992 - 6 فبراير 2023) لاعب كرة قدم غاني سابق. لعب سابقًا لصالح نادي الدوري الدرجة الأولى الإنجليزي نيوكاسل يونايتد ونادي بورنموث ونوادٍ أخرى على سبيل الإعارة من نادي تشيلسي ونادي الرائد السعودي. كان يجيد اللعب كجناح أيسر. مثل منتخب بلاده في عام 2012 وسجل هدفًا في أول ظهور دولي له.
أُعلِنَ عن وفاة كريستيان أتسو في 18 فبراير 2023 بعد أن عثروا على جثته تحت الأنقاض جرّاء الزلزال الذي ضرب جنوب تركيا وشمال سوريا في السادس من فبراير.

## وصلات خارجية
- كريستيان أتسو على موقع الاتحاد الدولي (مؤرشف)  (الإنجليزية)
- كريستيان أتسو على موقع الاتحاد الأوربي (الإنجليزية)
- كريستيان أتسو على موقع اتحاد تركيا (لاعب) (الإنجليزية)
- كريستيان أتسو على موقع إي إس بي إن إف سي (الإنجليزية)
- كريستيان أتسو على موقع قاعدة بيانات كرة القدم.إي يو (الإنجليزية)
- كريستيان أتسو على موقع ليكيب (الفرنسية)
- كريستيان أتسو على موقع ناشيونال فوتبول تيمز (الإنجليزية)
- كريستيان أتسو على موقع Soccerbase.com (لاعب) (الإنجليزية)
- كريستيان أتسو على موقع Soccerway.com (الإنجليزية)
- كريستيان أتسو على موقع عالم كرة القدم.نت (الإنجليزية)